# 홈리스 월드컵
홈리스 월드컵(영어: Homeless World Cup)은 스포츠를 통해 ‘홈리스 상태’ 종식을 목적으로 하는 사회혁신단체인 홈리스월드컵재단이 주최하는 연례 축구 대회이며 다양한 국가의 노숙자들로 구성된 팀이 토너먼트 방식으로 경기를 진행한다.
홈리스 월드컵은 2003년에 처음 개최되었으며, 2008년에는 여자 대회가 추가되었다. 2010년부터는 모든 토너먼트에 남자 팀과 여자 팀이 모두 참가하게 되었다.

## 역사

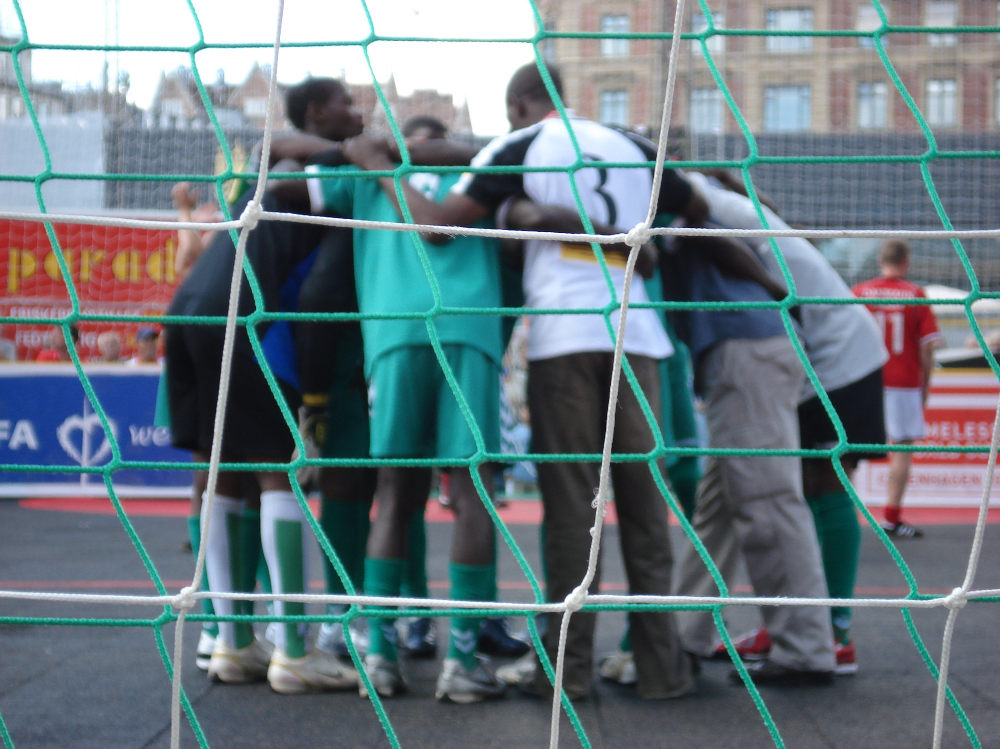
2007년 코펜하겐에서 열린 홈리스 월드컵에서 모여있는 선수들

홈리스 월드컵 조직은 ‘홈리스 상태’에 대한 세계적인 해결책을 강구하기 위해 2001년 스코틀랜드의 멜 영(Mel Young)과 오스트리아의 하랄드 슈미트(Harald Schmied)가 공동 창립했으며 2003년 오스트리아 그라츠에서 첫 번째로 개최되었다. 이후 예테보리, 에든버러, 코펜하겐, 케이프타운, 멜버른, 밀라노, 리우데자네이루, 파리, 포즈난, 산티아고, 암스테르담, 글래스고, 오슬로, 멕시코 시티 등 세계 곳곳의 도시에서 개최되었다. 2019년 웨일스 카디프에 위치한 뷰트 파크(Bute Park)에서 개최된 대회에선, 웨일스의 배우 마이클 신이 토너먼트 시작을 알렸다.
2020년 토너먼트는 핀란드의 탐페레에서 열릴 예정이었으나 코로나19 팬데믹으로 인해 취소됐다.
홈리스 월드컵의 국제 본부는 스코틀랜드 에딘버러의 1 Broughton Market에 위치해 있다.
2024년엔 아시아 국가로는 최초로 대한민국 서울에서 개최되어 43개국 60개 팀이 참가했다.

## 국가 파트너
홈리스 월드컵 조직은 전 세계 74개국의 국가간 파트너 네트워크를 통해 운영되며 축구 프로그램과 사회적 기업 개발을 지원한다.

## 체계

### 필드
2015년부터 토너먼트는 미국의 인조잔디 전문 회사인 액트 글로벌(Act Global)의 인조 잔디 경기장에서 진행되었다.

### 규칙

#### 플레이어 자격
참가 선수는 다음 기준을 모두 충족해야 한다.
- 토너먼트 당시 최소 16세 이상이어야 한다.
- 이전 홈리스 월드컵 토너먼트에 참가한 적이 없어야 한다.

또한 다음 중 어느 하나에 해당하여야 한다.
- ‘홈리스(Homlessness)’ 상태에 대한 각 국가의 정의를 따르며, 지난 2년간 특정 시점에 홈리스 상태여야 함.
- 스트리트 페이퍼가 주 생활수입이어야 함.
- 현재 확실한 망명 자격이 없는 망명 신청자이거나 이전에 망명 신청자였지만 사건 발생 1년 전에 거주 자격을 얻은 망명 신청자여야 함.
- 현재 약물 또는 알코올 등의 재활 치료를 받고 있으며 지난 2년 중 어느 시점에 시설 이용이나 홈리스 상태였음.

#### 선수 구성
필드 위에는 골키퍼 1명을 포함한 팀당 최대 4명의 선수가 뛸 수 있으며 교체 선수는 4명으로, 롤링 교체를 할 수 있다.

#### 토너먼트
승리한 팀은 3점을 얻으며 패배한 팀은 0점을 얻는다. 경기가 무승부로 끝날 경우에는 승부차기로 승부를 결정하며 승부차기를 통한 승리팀은 2점, 패배팀은 1점을 획득한다. 경기 시간은 총 14분이며, 전ㆍ후반전은 각각 7분씩 진행된다. 필드의 크기는 길이 22m x 너비 16m이다.